# Maria Kamińska (językoznawca)
Maria Kamińska (ur. 29 lipca 1930 w Warszawie, zm. 9 czerwca 2011 w Łodzi) – profesor zwyczajny dr hab., językoznawczyni, polonistka, członek Międzynarodowej Komisji Socjolingwistycznej, Komitetu Językoznawstwa PAN, Towarzystwa Naukowego KUL, redakcji Rozpraw Komisji Językowej Łódzkiego Towarzystwa Naukowego.

## Życiorys
W Uniwersytecie Łódzkim od r. 1957 do 2008. W latach 1972–1981 prodziekan, w latach 1981–1987 dziekan Wydziału Filologicznego Uniwersytetu Łódzkiego. Kierownik Katedry Historii Języka Polskiego i Filologii Słowiańskiej w latach 1981–1999, Katedry Historii Języka Polskiego w latach 1999–2001.
Autorka prac naukowych z dziedziny językoznawstwa polskiego, głównie w zakresie historii języka, dialektologii, onomastyki i socjolingwistyki.
Opublikowała m.in. monografie: Nazwy miejscowe dawnego województwa sandomierskiego, cz. 1–2, (1964, 1965), Gwary Polski centralnej, Wrocław 1968, Psałterz floriański. Monografia językowa, cz. 1–2, Łódź 1981, 1991, zbiór artykułów Polszczyzna mówiona mieszkańców Łodzi i okolic w ujęciu socjolingwistycznym, Łódź 2005, Wybór tekstów języka mówionego mieszkańców Łodzi i regionu łódzkiego, Łódź 1989 i 1992. Ponadto zredagowała prace zbiorowe Miasto – teren koegzystencji pokoleń (1997), Wielkie miasto. Czynniki integrujące i dezintegrujące (1993). 
Należała do założycieli uniwersyteckiego Ośrodka Badawczego Myśli Chrześcijańskiej, którym kierowała. Była członkiem dwóch zespołów synodalnych w Archidiecezji łódzkiej: do spraw świeckich oraz do spraw nauczycieli akademickich.
W 1996 odznaczona medalem Pro Ecclesia et Pontifice.
Pochowana 1 lipca 2011 na łódzkim cmentarzu na Zarzewie.

## Wybrane prace naukowe
1. Badania socjolingwistyczne w okręgu bełchatowskim, w: „Rozprawy Komisji Językowej ŁTN”, t. 30, Łódź 1984, s. 59-66.
2. Biblia a kultura Europy: 2000 lat chrześcijaństwa. 1, pod red. Marii Kamińskiej i Elizy Małek, Łódź 1992.
3. Biblia a kultura Europy: 2000 lat chrześcijaństwa. 2, pod red. Marii Kamińskiej i Elizy Małek, Łódź 1992.
4. Charakterystyka ilościowa słownictwa w I części „Psałterza floriańskiego”, w: „Rozprawy komisji Językowej ŁTN”, t. 39, Łódź 1994, s. 45-56.
5. Funkcja słowa w ewangelizacji: materiały z konferencji 6–8 maja 1998 r., pod red. Marii Kamińskiej i Elżbiety Umińskiej-Tytoń, Łódź 1998.
6. Gwarowe kwalifikatory leksykalne, w: „Rozprawy Komisji Językowej ŁTN”, t. 31, Łódź 1985.
7. Gwary Polski centralnej, Wrocław 1968.
8. Gwary województwa sieradzkiego, w: Województwo sieradzkie, Zarys dziejów, obraz współczesny, perspektywy rozwoju, red. nauk. Wacław Piotrowski, Łódź – Sieradz 1980, s. 121–127.
9. Indeks łacińsko-polski do Psałterza floriańskiego, Warszawa 1995 (współautorstwo z Markiem Cybulskim).
10. Jan Jakub Wujek – tłumacz Biblii na język polski: w czterechsetną rocznicę wydania Nowego Testamentu 1593–1993: księga referatów wygłoszonych na konferencji 26 kwietnia 1993, red. nauk. Maria Kamińska, Łódź 1994.
11. Nazwy miejscowe dawnego województwa sandomierskiego, Cz. 1, red. nauk. Witold Taszycki, Wrocław 1964.
12. Nazwy miejscowe dawnego województwa sandomierskiego, Cz. 2, red. nauk. Witold Taszycki, Wrocław 1965.
13. O metodzie badań nad językiem mieszkańców wielkich miast, w: "Rozprawy Komisji Językowej ŁTN”, t. 23, Łódź 1977, s. 103–113.
14. O różnicach leksykalnych między „Psałterzem floriańskim” a „Psałterzem puławskim”, w: „Rozprawy komisji Językowej ŁTN”, t. 40, Łódź 1995, s. 153–167.
15. O zasadach tłumaczenia Nowego Testamentu przez J.J. Wujka, w: Studies in literature and language. In honour of Adela Styczyńska, red. Irena Janicka-Świderska, Łódź 1994, s. 52–56.
16. Polszczyzna mówiona mieszkańców Łodzi i okolic w ujęciu socjolingwistycznym, Łódź 2005.
17. Psałterz floriański. Monografia językowa, Cz. 1, Łódź 1981.
18. Psałterz floriański. Monografia językowa, Cz. 2, Łódź 1991.
19. Słownictwo topograficzne w gwarach okolic Łodzi, w: „Onomastica”, t. IX, 1964, s. 203–223.
20. Słownik polsko-łaciński do średniowiecznych psałterzy polskich. Wyrazy autosemantyczne, Łódź 2000 (współautorstwo z Markiem Cybulskim i Danutą Kowalską).
21. Uniwersytet Łódzki Kościołowi Łódzkiemu na 70-lecie diecezji: księga referatów wygłoszonych na sesji 27–28 kwietnia 1990 r. i ofiarowanych jako dar ołtarza, red. t. Maria Kamińska, Łódź 1990.
22. W kręgu Pism Papieża i tekstów biblijnych, red. Maria Kamińska, Łódź 1997.
23. Wybór tekstów języka mówionego mieszkańców Łodzi i regionu łódzkiego: generacja starsza, średnia i najmłodsza, pod red. Marii Kamińskiej, Łódź 1992.